# St. Louis WCT 1970
Il St. Louis WCT 1970  è stato un torneo di tennis giocato sul sintetico indoor. È stata la 1ª edizione del St. Louis WCT, che fa parte del World Championship Tennis 1970. Si è giocato a St. Louis negli Stati Uniti, dal 25 maggio al 3 giugno 1970.

## Campioni

### Singolare
Rod Laver ha battuto in finale  Ken Rosewall con il punteggio di 6–1, 6–4

### Doppio
Andrés Gimeno /  John Newcombe hanno battuto in finale  Roy Emerson /  Rod Laver con il punteggio di 6–4, 6–2